# Aprutium

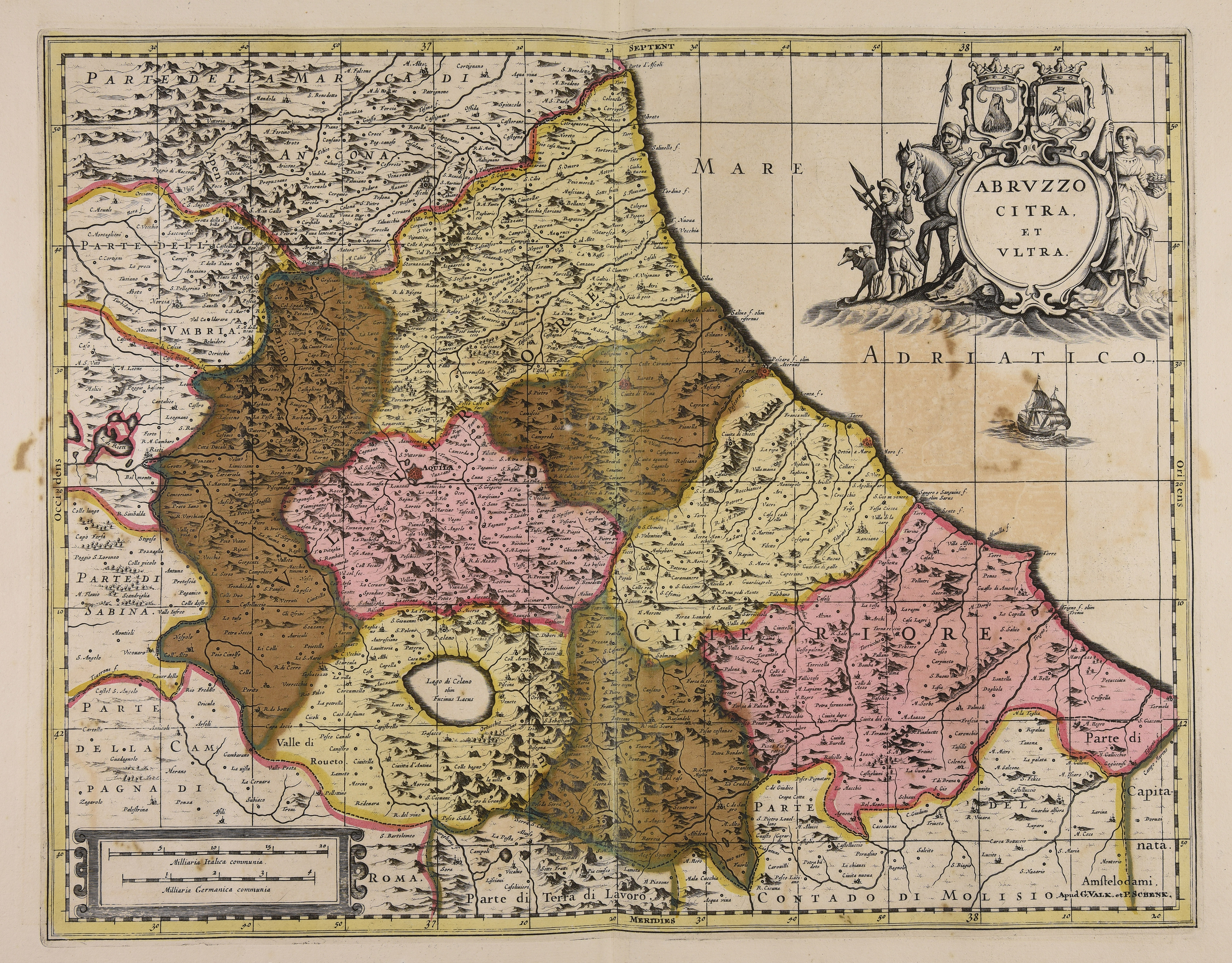
Carta del 1673 dell'Abruzzo Citerio e Ulteriore, e dei relativi distretti. Quello più a nord a confine con le Marche è l'antico Aprutium, che dette il nome dell'attuale regione, compreso nell'attuale provincia di Teramo

Aprutium è l'antico nome di quella zona del Teramano da cui deriva il termine attuale per indicare la regione Abruzzo, circa dall'VIII secolo a.C. al V secolo a.C., prima della dominazione romana. Secondo l'ipotesi più accreditata, il termine deriverebbe da Praetutium, la terra dei Praetutii, o Pretuzi, che fu chiamata poi dai Romani Petrutia o Praetutia, nei pressi dell'attuale Teramo (Interamnia Urbs o Interamnia Praetutiorum).

## Storia

### Epoca preromana: dal secolo VIII al secolo V a.C.
Nella regione di Teramo, un insediamento del I millennio a.C. e delle costruzioni d'epoca italica del III-II secolo a.C. sono stati oggetto di scavi. Le tracce più antiche si riferiscono alla periferia della città, nel quartiere Madonna della Cona, dove fu rinvenuta, tra l'altro, una sepoltura con pugnale e alabarda.
Allo sviluppo dell'antico insediamento sembra abbiano contribuito gli Etruschi e anche i Fenici che avrebbero fondato un emporio commerciale.
In quest'epoca erano già sorte Truentum (poi Castrum Truentinum e oggi Martinsicuro, centro liburnio e poi piceno e romano, Palma Picena (Tortoreto) e Castrum Novum (Giulianova) ed erano già state edificate le Necropoli di Atri, Civitella del Tronto e Montorio al Vomano.

### I Pretuzi e l'agro pretuziano
Secondo lo scrittore romano Sesto Giulio Frontino l'antica Petrut o Pretut crebbe in dimensioni e importanza fino a divenire la capitale del Praetutium e conciliabulum dei Pretuzi.
Lo storico Niccola Palma nella Storia ecclesiastica e civile della Regione più settentrionale del Regno di Napoli (1832), ipotizza le varie origini del popolo pretuziano, immaginando che le popolazioni migranti provengano dagli Etiopi o dai Persiani, successivamente cita i Troiani e i Greci, per poi arrivare alla derivazione osca della popolazione picena. Citando ovviamente la prima fonte di Frontino, il Palma arriva alla conclusione che il nome romano di Teramo: Interamnia "Praetuttiorum" (cioè "città tra due fiumi"), fosse stata una derivazione di indubbia inflessione latina da parte dei nuovi conquistatori. Citando Plinio il Vecchio: Quinta regio Piceni est, quondam uberrimae mutitudinis. CCCLX Picentium in fidem p. R. venere. orti sunt a Sabinis voto vere sacro. tenuere ab Aterno amne, ubi nunc ager Hadrianus et Hadria colonia a mari VI. flumen Vomanum, ager Praetutianus Palmensisque, item Castrum Novum, flumen Batinum, Truentum cum amne, quod solum Liburnorum in Italia relicum est, flumina Albula, Tessuinum, Helvinum, quo finitur Praetutiana regio et Picentium incipit (Naturalis Historia, III, 110), le coste dell'Adriatico teramano furono conquistate dai Liburni, soprattutto l'antica Truentum (Tortoreto alta), successivamente l'agro Pretuziano andò in mano ai Siculi, poi dagli Umbri, e dai Galli. Il Palma attribuisce con sicurezza la presenza dei Siculi nell'agro pretuziano per via di una contrada chiamata Sicilia, e per via della stessa Valle Siciliana alle pendici di Castelli.

### Epoca romana: dal secolo V a.C. al secolo V d.C.

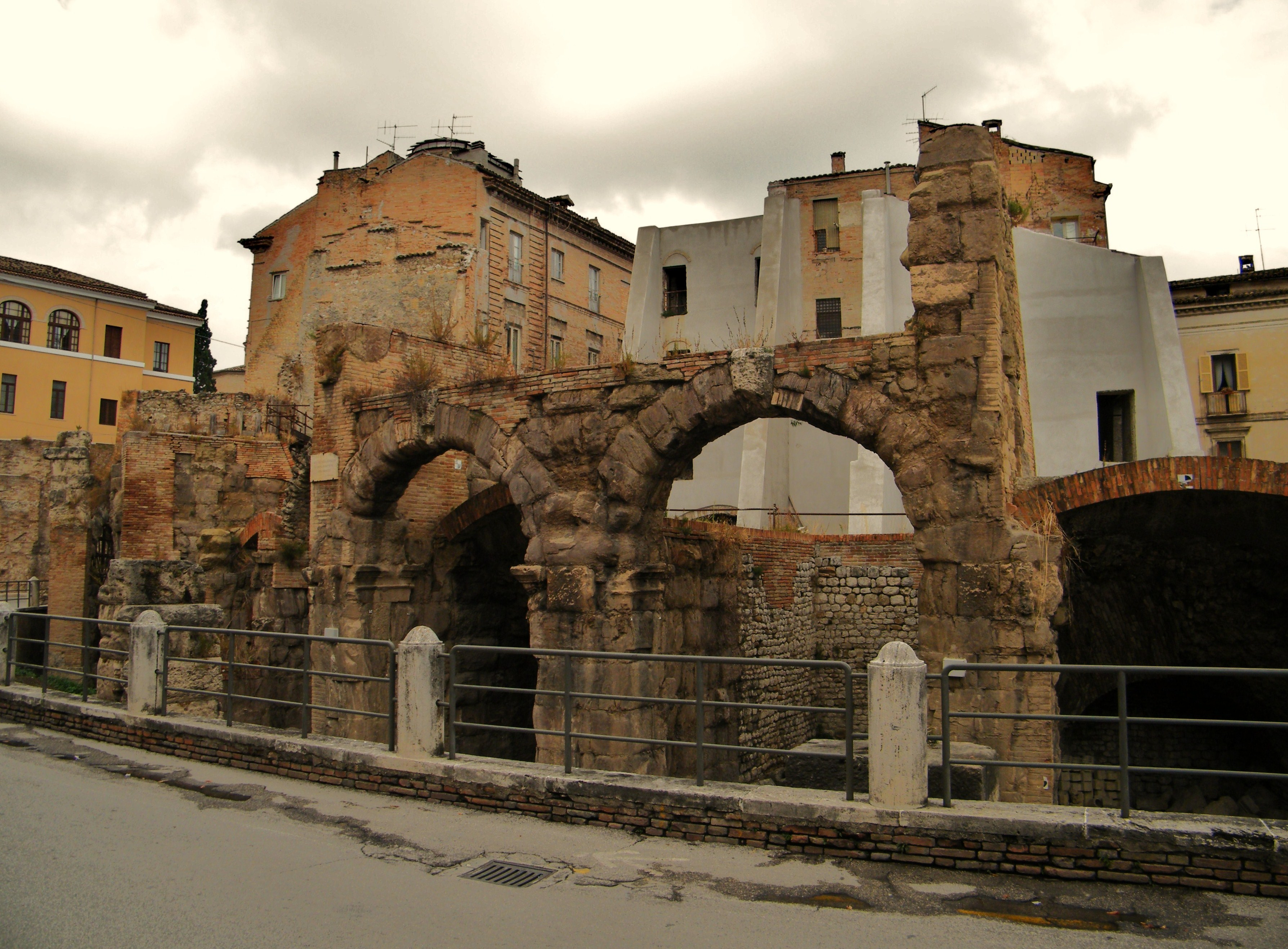
Teatro romano di Teramo

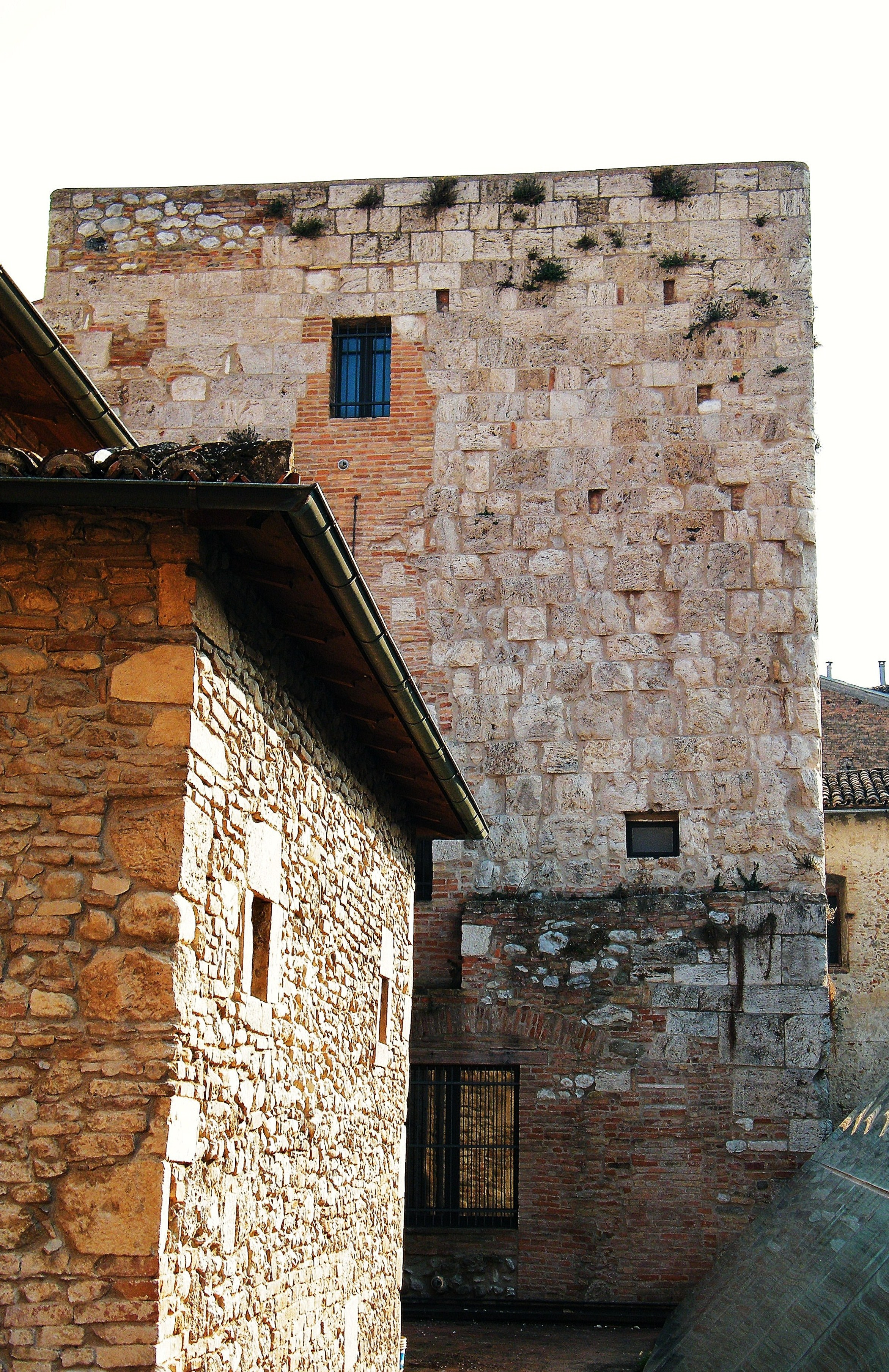
Torre Bruciata, antico presidio romano e poi medievale

- 295 a.C. Nella Battaglia di Sentino i Romani sconfissero la Confederazione italica (Sanniti, Etruschi, Umbri e Galli). Con questa battaglia ebbe termine la Terza guerra sannitica.
- 290 a.C. Il territorio Sabino e il territorio Pretuzio furono occupati militarmente dalle legioni comandate dal Console Manio Curio Dentato.

Nel periodo romano, in un primo tempo il Pretuzio è acquisito alla Tribù Velina.
Il territorio dell'attuale provincia era diviso, da sud a nord, in Ager Hatrianus, Ager Praetutianus, Ager Palmense.

### Quinta Regio: il Piceno
Alla città di Teramo, venne dato il nome latino di Interamnia Praetuttiorum, secondo alcuni "semplice traduzione" del toponimo "Petrut".
In epoca Augustea, Interamnia fu ricompresa nella Quinta regione: il Piceno (la VI regione era l'Umbria e la IV era il Sannio).
La città conobbe in quei secoli un periodo molto florido, come testimoniano le rovine dell'Anfiteatro, del Teatro e delle Terme, ecc.
Interamnia fu:
- Conciliabulum: luogo di riunione e di mercato (cfr Frontino);
- Praefectura iure dicundo;
- Municipium, dopo la Guerra Sociale;
- Colonia sillana. Perse in quest'epoca lo statuto di Municipio, ad opera di Silla per la sua partecipazione alla Guerra Sociale (91-88 a.C.), e lo riacquisì in seguito per volontà di Cesare;

### Medioevo
Le prime forme di evangelizzazione nell'Aprutium avvennero grazie a Sant'Emidio di Ascoli Piceno. Tuttavia il Pretuzio non aveva ancora un vescovo ufficiale, a differenza delle neocostituite diocesi dei Marsi, di Forcona (L'Aquila) e di Penne. Il pontefice Gregorio Magno in una lettera del 299 d.C. lamentava l'assenza di un pastore nell'"Aprutium" (da notare la storpiatura dell'antico toponimo, che piano piano diventerà l'attuale "Abruzzo"). Una leggenda vuole che il cristianesimo a Teramo venne avviato dalla presenza di San Pietro apostolo, in viaggio per Roma. Si hanno notizie più sicure riferibili all'epoca dell'apostolato di Sant'Emidio d'Ascoli, che viaggiò sicuramente nel Pretuzio, andando per Penne sino a Chieti, così come è documentata la presenza di San Feliciano da Foligno, che si spinse nel cuore dell'Abruzzo, tra L'Aquila (allora Amiternum) e Sulmona.
Nel V secolo la prima sede vescovile teramana fu a Truentum, alla vigilia dell'invasione dei Goti, con l'amministrazione retta da un uomo che era sia cardinale sia barone delle terre (document. 483 d.C.). Documentato un tal vescovo Vitale, per poco tempo ebbe la signoria di Truento, a causa del turbolento clima politico, per cui non riuscì a organizzare un'amministrazione salda e duratura. Cosicché dopo pochi anni di mandato, la diocesi si spostò a Interamnia, che presto venne ricostruita dopo le distruzioni arrecate dagli invasori. Ciò avvenne grazie al papa Gregorio Magno che tra il 599 e il 601 mandò una serie di lettere ai signori di Teramo, citando un tal Conte Anio, all'epoca del dominio longobardo, affinché si costituisse una diocesi nell'agro pretuziano. Anche qui ormai il termine latino è caduto, per lasciar posto alla nuova dicitura "Castro Aprutiensis".

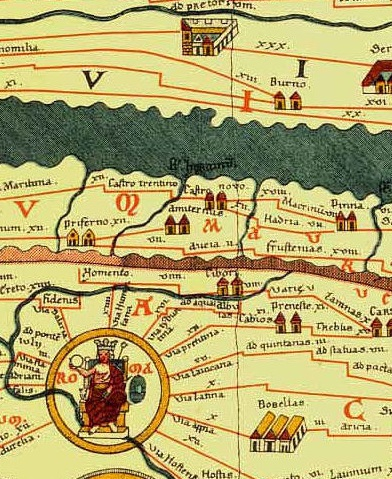
Castrum Novum (Giulianova) nella Tabula Peutingeriana

L'imperatore Adriano durante il suo mandato riordinò l'amministrazione imperiale in 17 province, suddividendole in 3 classi: il Piceno rientrò nella "prima classe", amministrata da un console, mentre dal punto di vista religioso, la diocesi costituitasi, andò a comporre la "Diocesi Italica, o milanese, perché aveva sede a Mediolanum.
Scongiurata l'invasione di Attila nel centro-sud italico grazie a San Leone Magno pontefice, nel 455 d.C. anche il Pretuzio subì l'orda dei Vandali che saccheggiò e distrusse. Il nuovo sovrano Teodorico, dopo la presenza di Odoacre che nel 476 fece cadere l'Impero Romano d'Occidente, mantenne le leggi del Codice Teodosiano riguardo l'amministrazione delle province, da questo momento chiamate "Comitati".
Dalle testimonianze di Palma, Teramo risultava già nel VI secolo circa ricostruita più volte, per non parlare della ricostruzione totale dopo il saccheggio di Roberto di Loritello del 1156. Gli strati di ricostruzione arrivavano in certi casi anche fino a 48 palmi di profondità, come nei casi del fondaco di Piazza Cittadella (1817) e della torre del convento dei Cappuccini. Secondo il Muzii furono i Goti a radere al suolo Teramo, anche se per il Palma fece confusione tra Visigoti e Ostrogoti, confermando che i Goti entrarono a Teramo nel 545 dopo il sacco di Ascoli.
Nell'anno 410 va registrata una prima distruzione di Teramo effettuata da parte dei Visigoti di Alarico I. Molto incerte tuttavia le notizie relative a questi anni: si presume che la presenza dei Goti nel territorio di Interamnia si sia protratta fino a circa il 552-554. Dopo la fine della guerra gotica, nel 553, si passò sotto il dominio dei Bizantini. Teramo fu ricompresa nel Marchesato di Fermo, soggetto all'Esarcato greco di Ravenna. La città era governata da un Conte che dipendeva dal Marchesato di Fermo.

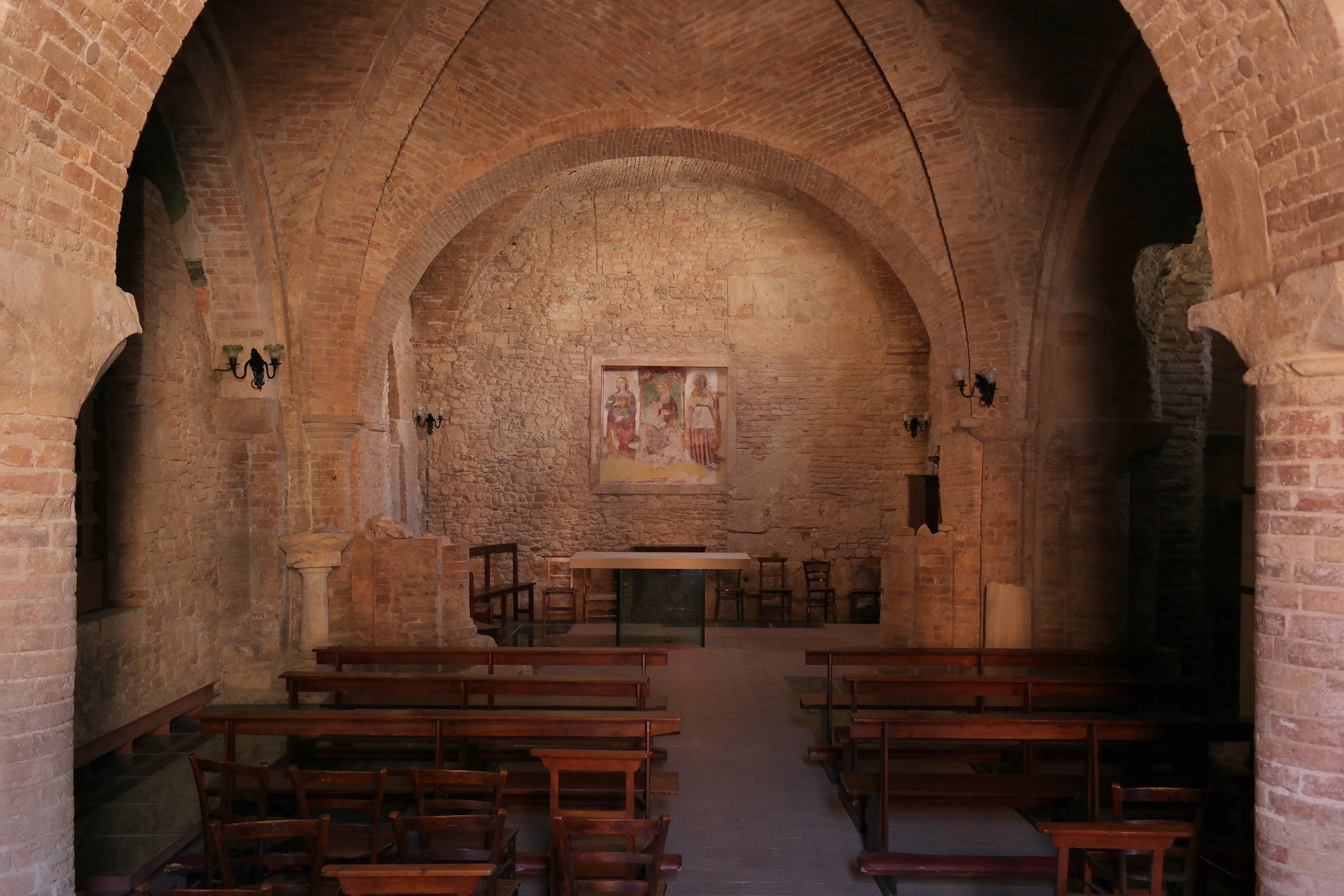
Interno della chiesa di Sant'Anna dei Pompetti a Teramo, anticamente San Getulio, il rimanente della storica Cattedrale di Santa Maria eretta nel VI-VII secolo

Il territorio del Praetutium romano corrisponde più o meno a quello all'epoca di Niccola Palma, ossia all'attuale provincia di Teramo, e lo stesso fu durante la trasformazione in gastaldia longobarda, e poi in territorio dei Patrizi teramani, che lottarono per secoli contro il ducato di Atri. L'antico toponimo storpiato in Aprutium per Teramo, alla fine andò a includere tutto l'ex territorio italico dell'agro, con l'eccezione della terra d'Ascoli a nord della Vibrata, mentre a sud del Vomano, il territorio vestino di Penne subì altra sorte. Con il governo di Federico II di Svevia nel 1233 il nome Aprutium andò a estendersi a tutte e tre le province create dagli ex gastaldati longobardi, ossia l'Abruzzo Citeriore di Chieti, l'Abruzzo Ulteriore di Teramo e Penne, e l'Abruzzo Ulteriore di Sulmona, dato che L'Aquila nacque solo nel 1254.
Le grandi contrade di Teramo erano San Giovanni a Scorzone, San Niccolò a Tordino, Sant'Atto, Sant'Angelo a Marano, San Lorenzo a Salino, e Contrada Santi Sette Fratelli, per il convento, al confine con Giulianova.
Nell'ambito religioso, il termine Aprutium entrò subito nei documenti più antichi, come quelli del 1076 e del 1105, che citano la Cattedrale di Santa Maria Aprutiensis. Per differenziare il territorio del contado "aprutiense" nei documenti, dal toponimo della città madre, così come dalla sede diocesana, spesso venne aggiunta l'apposizione "Civita", soprattutto dal VI secolo, quando s'insediarono i Longobardi.

### L'annessione dell'agro Pretuziano nel Giustizierato d'Abruzzo
Nell'ambito della guerra normanna del 1156, quando il conte Roberto II di Loritello si ribellò al re Ruggero di Sicilia, Teramo venne saccheggiata, incendiata, e demolita in gran parte delle mura e delle case. Non rimase in piedi quasi nessun edificio, se non le rovine romane, la chiesa di Santa Croce, la Casa Urbani, e la Torre Bruciata dell'antica cattedrale di Santa Maria Aprutiense.
Guido II vescovo di Teramo, e Guglielmo I si adoperarono molto per la ricostruzione e il ripopolamento della città, e il progetto urbanistico riguardò quello di ricostruire due grandi quartieri a Occidente, limitandosi a ricostruire le case distrutte dei due quartieri di San Leonardo e Santa Maria. Si svilupparono così i quartieri di San Giorgio e Santo Spirito, lungo la direttrice del Corso di Porta Romana. Il lavoro di Guido II fu portato avanti nel 1170 dal sedicesimo vescovo Dionisio, che instaurò un programma più vasto di ricostruzione, incentivando soprattutto il settore economico per i commerci; non mancarono dunque, come si desume dalla Cronica di Carpineto, numerose ambasciate a Palermo. Morto nel 1202, a Dionisio succedette Attone I, che governò la Chiesa di Teramo per molti anni, durante tutto il mandato di Guglielmo II, e il XII secolo, morendo nel 1187.

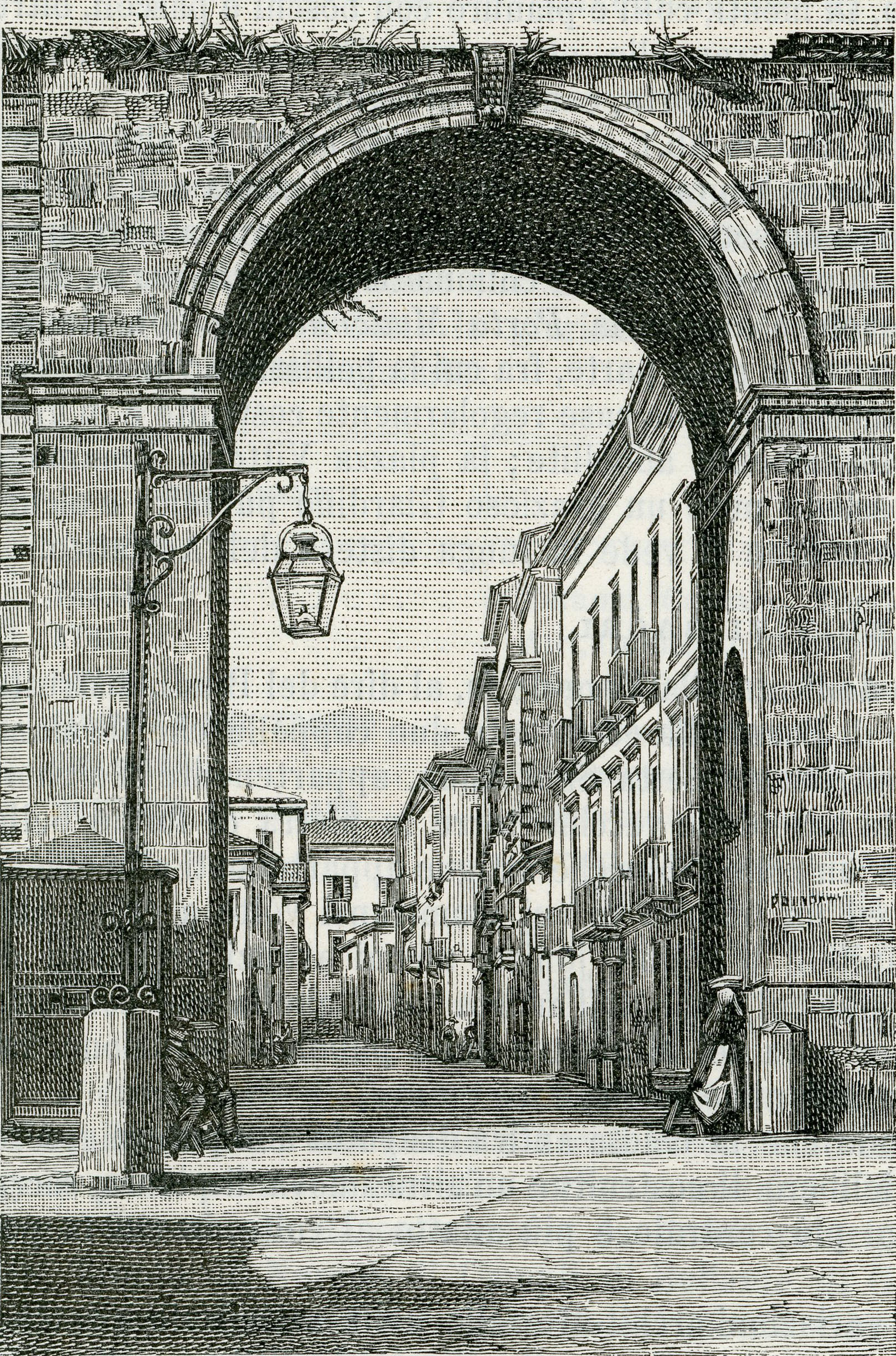
Incisione storica di Porta Reale, o Madonna

Nel 1185 Federico Barbarossa scese in Italia per muovere guerra al pontefice Alessandro III, e si trovò a passare per il Tronto. Non nacquero dispute con Rainaldo Conte di Teramo, dato che in una bolla ufficiale si vide confermati i feudi di Montorio, Garrufo, Isola, Silvi, Faraone, Collepagano (ossia Roseto). Nel 1189 tuttavia, alla morte di Guglielmo II, il Conte Rainaldo si unì a Errico di Svevia in varie scorrerie per il Regno, fino all'assedio di Napoli nel 1190. I rapporti di Rainaldo con gli Svevi si incrinarono quando salì al trono brevemente Tancredi: Corrado e Diopoldo, governatori della Fortezza d'Arce, creando disordini insieme a Bertoldo di Cuniquellen, dovettero far intervenire l'imperatore in più punti tra Penne e l'Aprutium. Bertoldo andò a Campli nel 1193, trovando resistenza, e in merito ad accordi con il vescovo Rainaldo pretese la signoria su quelle terre.
Con l'ascesa al trono di Guglielmo III, l'imperatore Errico, prima della morte, infeudò alcuni castelli del teramano al Conte Maurizio, e a parenti dell'arcidiacono di Ascoli Magister Berardo: Sant'Omero, Acquaviva e Faraone; mentre nel 1195 con approvazione del vescovo Rainaldo concedeva Cantalupo, Lenta, Colle Pagano.

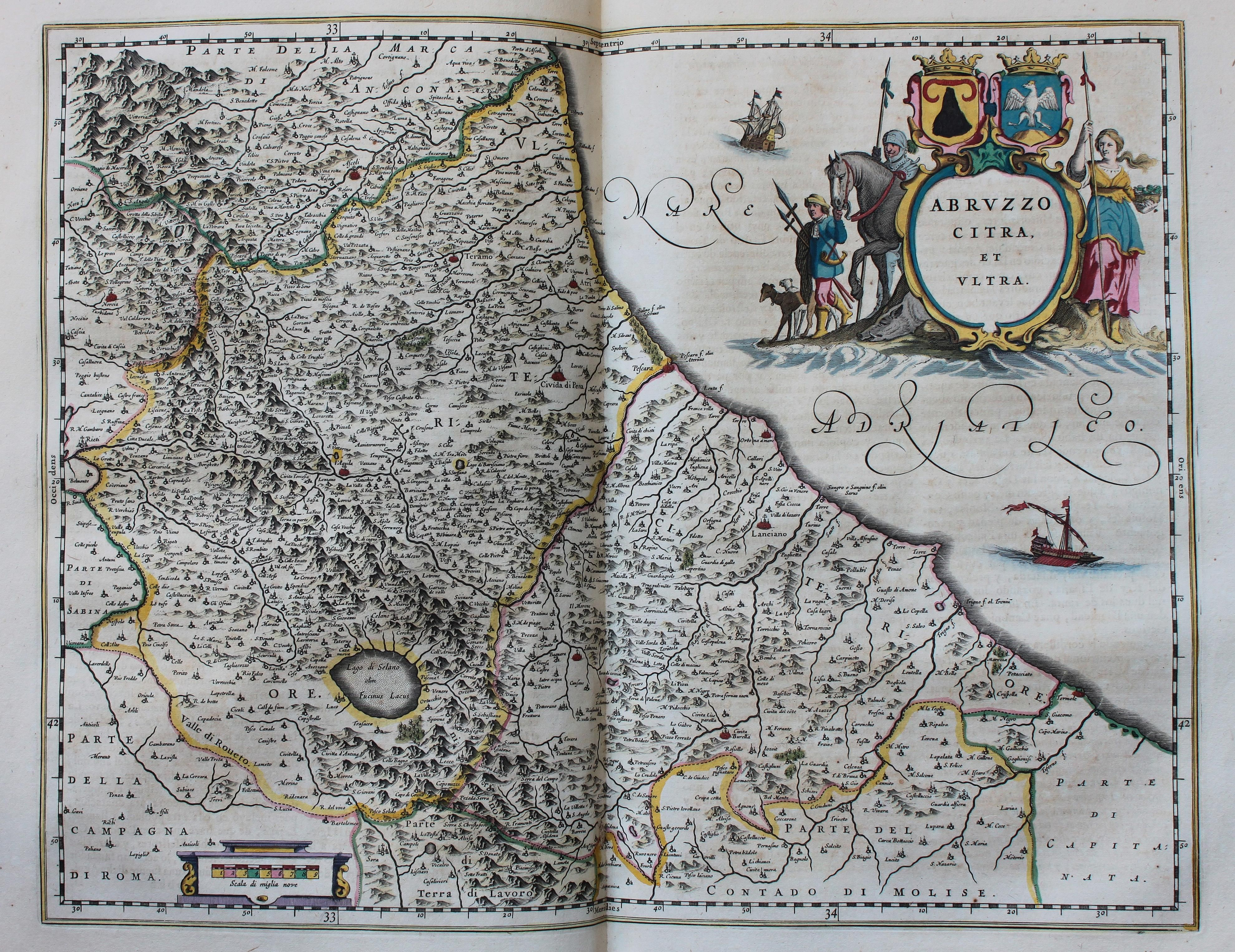
Mappa dell'Abruzzo Ulteriore e Citeriore

Durante il regno di Federico II di Svevia, Teramo e il contado entrarono nelle sue mire nel 1221 con alcuni disordini amministrativi, a cui si dovette porre rimedio. Dopo l'esemplare distruzione di Celano nel 1223 a causa della ribellione di Tommaso Berardi, Conte dei Marsi, Federico iniziò una campagna di smontaggio del vecchio ordine amministrativo delle varie signorie. Tra il 1226 e il '27 Federico mandò degli emissari nel contado d'Aprutio e a Campli, intendendo redigere un censimento fiscale dei feudi da incamerare nella Corona di Napoli. A Teramo non mancarono alcuni disordini, poiché la maggioranza dei signori era di partito guelfo, e così Federico reagì privando un tal Monaldo della sua contea, e delle purghe simili si compirono nel resto dell'Abruzzo, da Lanciano a Ortona e Sulmona.
La grande riforma di Federico nella regione fu di unire nel 1233 il Comitato d'Apruzzo (ossia il contado teramano), al resto dei territori dello smembrato Ducato di Spoleto, che in origine componevano la parte nord-orientale del Sannio: vale a dire le attuali province di Chieti, Pescara e L'Aquila. Il Giustizierato d'Abruzzo ebbe come capitale Sulmona, e comprendeva le terre di Penne, Chieti, Pescara, Lanciano, Castel di Sangro, della valle Peligna, di Celano con Pescina (allora Avezzano era poco più che un casale), ed infine l'agro di Amiternum, sede della diocesi, che dal 1257 si sarebbe spostata nella neonata Aquila. Il toponimo di Abruzzo, che si estese a tutta l'attuale regione, deriverebbe secondo il Pollidori, dal fatto che il giustiziere, di Sulmona, avesse preso residenza per tanto tempo a Teramo, influenzando dunque la redazione degli atti notarili d'archivio. A questo fatto si aggiunge ovviamente la considerazione della scelta semplice del sovrano stesso Federico, che alle ex province di Forconia, Valva, Valeria, Pennese, Teatina e via dicendo, optò circa il nome della nuova regione, per l'antico toponimo dell'ager Praetuttiorum.
Dunque il primo Connestabile del giustizierato fu Roberto, che a Teramo cercò di riaprire il mercato pubblico, colpito dalle leggi di Federico, e fu succeduto da Ettore, che con l'aiuto del teramano Ricco e Marco Bianco di Campli, provvide a riaprire il grande mercato della piazza, che per anni sarà il cuore pulsante e commerciale della città (1235), con traffici e mercanti provenienti sia dal mare, sia da Ascoli. La certificazione del mandato di Ettore fu stipulata nella Casa patrizia di ser Matteo Melatino il 19 gennaio 1236. Gli succedette Boemondo Pissone due anni dopo. Nel 1221 fu fatto vescovo Attone II, nel 1232 gli succedette Silvestro, privilegiò di contrade la chiesa di San Flaviano a Castro, stipulò accordi con Matteo Melatino, concedendogli terreni e feudi. Tal Matteo dei Melatino fu uno dei primi signori del casato ad acquisire numerosi privilegi a Teramo. Nel 1225 fu ricompensato con delle terre da Federico II, e nel 1232 si spartì con il fratello Giovanni altri feudi a nord di Teramo, come Santa Maria ad Porcellianum.

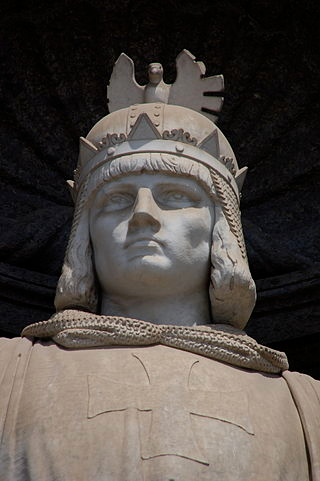
Federico II di Svevia

Con l'ascesa al trono di Manfredi di Svevia, nel 1251 egli e Corrado IV intrapresero una campagna di conquista dell'Italia. Il Cardinale di San Giorgio Pietro Capocci presiedeva il governo in Abruzzo come legato della Marca, cercò di sottrarre la regione cedendo ampie porzioni territoriali dal Tronto a Pescara a un suo collega di Ascoli, il vescovo Teodino. Nel documento firmato, venivano dichiarate decadute le leggi federiciane, e riammesse quelle dei Normanni. Gli ascolani giunsero con l'esercito a Teramo, intimando la resa. Tuttavia i teramani si opposero e la città fu saccheggiata un'altra volta, senza però subire tremende distruzioni. All'epoca era vescovo di Teramo Matteo III, che scrisse a papa Innocenzo IV affinché si risolvesse la situazione e fossero ripristinate le leggi di Federico sul giustizierato. Nel 1253 la regione tornò definitivamente sotto l'obbedienza del Re, anche perché Corrado IV impedì qualsiasi legame tra città e papato, affinché potesse tener sotto controllo tutte le sue proprietà. Dall'altra parte Ascoli Piceno video sfumato il sogno di conquista di Teramo, che le era stata venduta.
Ribellioni ci furono ad Atri e Penne, sotto il governo di Rainaldo figlio di Monaldo Conte Aprutino, che si era scontrato contro Federico II riguardo l'amministrazione del contado. Rainaldo parteggiava per la causa papale di Innocenzo IV, e per questo venne arrestato da Corrado e fatto impiccare.
Quando Carlo I d'Angiò ebbe in mano la Corona di Napoli in seguito alla battaglia di Tagliacozzo del 1268, la Contea d'Aprutio passò al suo cadetto Roberto. Corradino di Svevia, sconfitto nella battaglia, aveva tenuto la sua attenzione su Teramo sino al 1258; si hanno documenti sui rapporti di vassallaggio tra Teramo e altri castelli: Miano e Colle Mandone,  nel 1251 circa Teramo comprò Castrogno; all'epoca la Città era governata per conto di Corradino dal Marchese di Hoemburgh. Nel 1266 Carlo I rivendicò i territori della Contea d'Aprutio, che erano stati occupati dagli usurpatori Teodino, e poi da Rainaldo III, che si appellò a papa Clemente IV inutilmente.

## Archeologia

### Interamnia Praetuttiorum
Sempre seguendo il Palma, l'orografia urbana di Interamnia abbracciava i quartieri medievali di San Leonardo e Santa Maria a Bitetto, e tutto il piano fuori Porta Reale, come confermano gli scavi della domus nel Largo Madonna delle Grazie. Seguendo anche le descrizioni di Muzio de Muzii, le mura racchiudevano:
- Ponente: Largo della Cittadella, Episcopio, Duomo, Seminario.
- Mezzogiorno: Largo Santo Spirito, Porta San Giuseppe, area abitativa prospiciente il fiume Tordino, la costa che circonda Piazza del Carmine verso Porta Reale.
- Settentrione: Orto del convento dei Frati Minori Osservanti, ingresso al Corso di Porta Romana.
- Nord-Est: via sul pendio del Vezzola (Circonvallazione Ragusa - Porta delle Recluse) - Porta Santo Stefano.

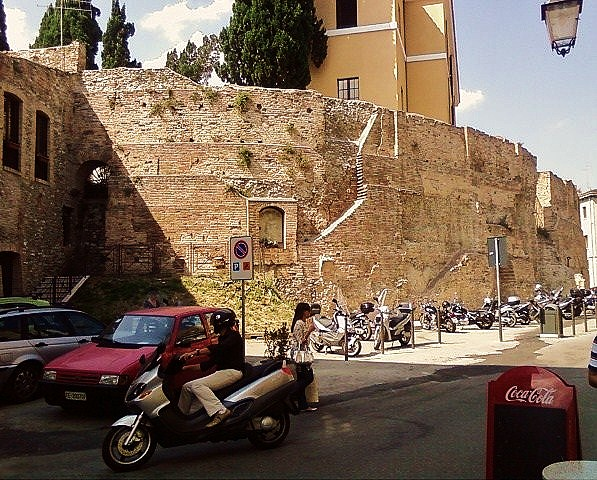
L'anfiteatro romano con sopra il Seminario vescovile aprutino

Diversi sono stati, sin dall'epoca di Muzio de Muzii (1595) i ritrovamenti archeologici, fino agli scavi degli anni '90 del Novecento. All'epoca del Muzii fu ritrovato un pavimento mosaicato a fioroni, ossia il Mosaico di Bacco in via dei Mille, mentre dalla fornace costruita sopra la domus di Porta Reale, vennero effettuati ritrovamenti nell'area Madonna delle Grazie, che all'epoca era il Campo della Fiera. Altri ritrovamenti ci furono nel 1544 a Casa de Tuzii, una colonna venne rinvenuta a Casa Durante-Mezzuccelli (1586), mentre nel 1534 nel chiostro di San Francesco d'Assisi venivano trovate tavolette. Altri importanti ritrovamenti vennero fatti nei fondaci di Casa Urbani, e in quelli delle vecchie carceri sul Corso Cerulli, dove venne edificato poi il Palazzo Savini, vale a dire la domus col Mosaico del Leone.
Le famiglie romane documentate a Teramo i Livinea, i Cassia, Herennia, i Sulpicia, i Mussidia, che si distinsero militarmente al fianco di Marco Antonio, Ottaviano e Vespasiano.

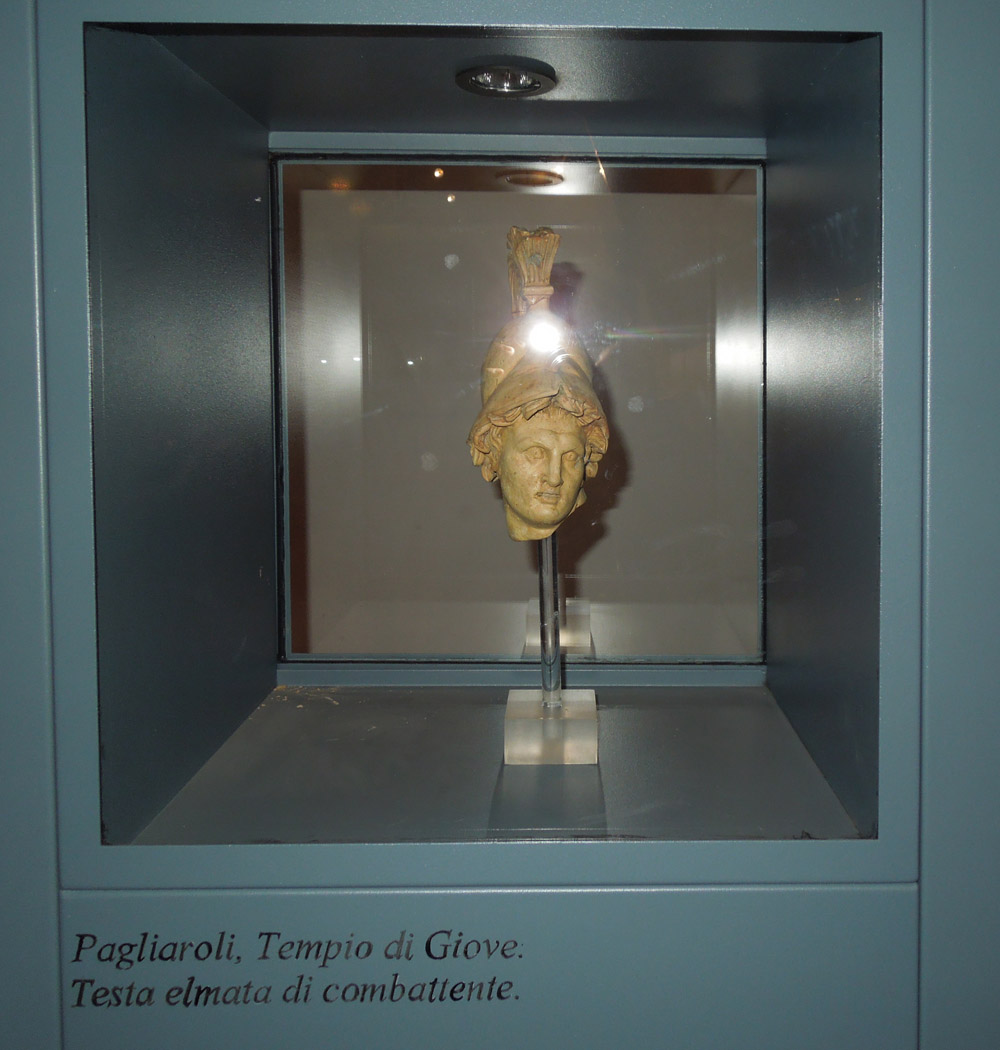
Testa elmata di combattente, rinvenuta a Cortino (TE), conservata nel Museo archeologico "F. Savini"

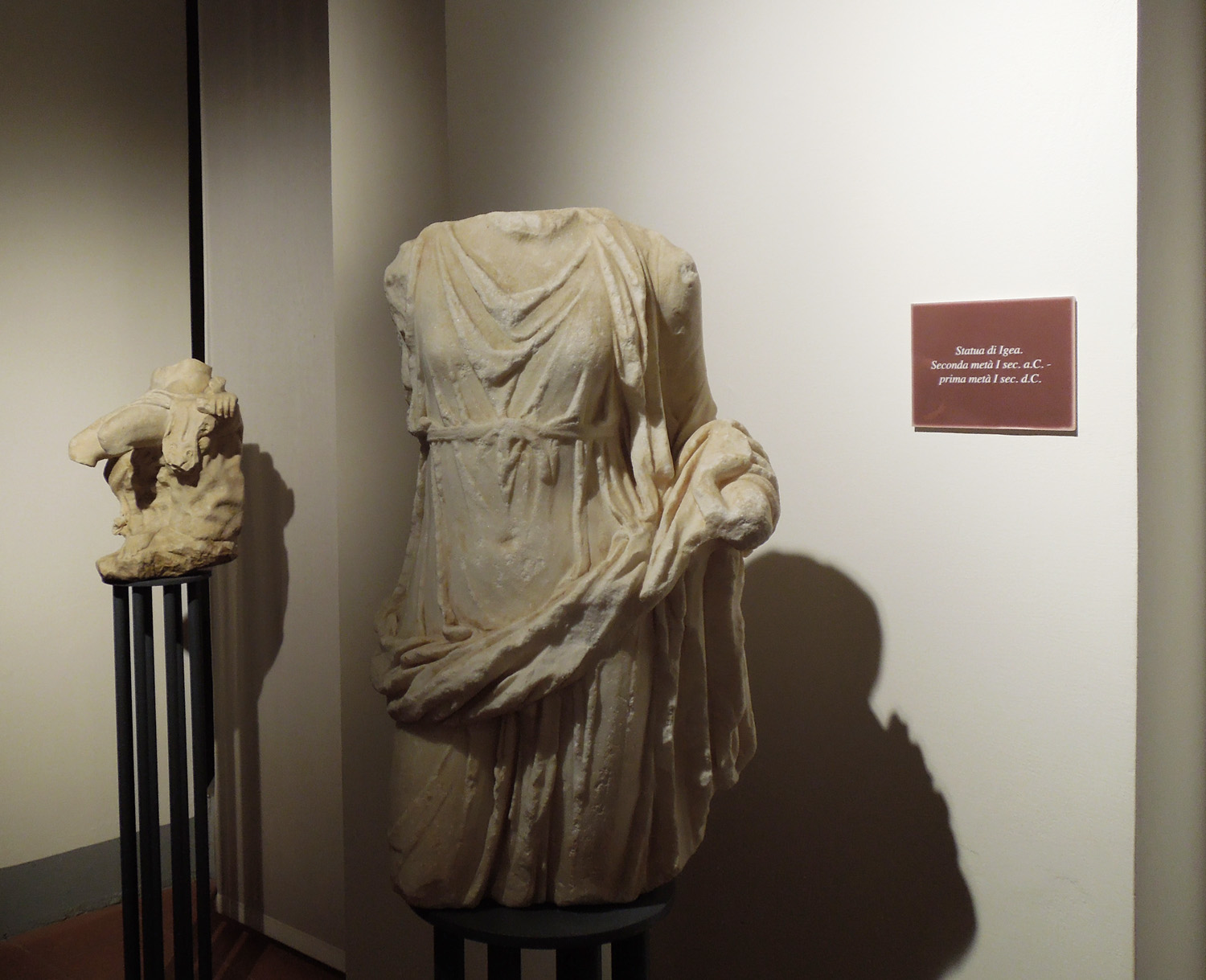
Statua di Igea, nel Museo archeologico Savini

Negli anni finali della Repubblica, Lucio Cornelio Silla s'interessò a edificare alcune colonie nel teramano e a fortificare la cinta di Castro. Numerosi liberti, citati in una lapide ritrovata presso la chiesa di San Pietro ad Janum (anticamente Antesianum), colonizzano ilo territorio teramano e si insediano in città, favorendo completamente il processo di romanizzazione politica e culturale della città. Teramo divenne "municipium", ma ci sono confusioni tra questo termine e quello di "colonia" romana. Una lapide rinvenuta nella chiesa di San Pietro in Torricella, e poi inserita nella Casa Delfico parla di Teramo usando ambedue i termini. Tuttavia per "colonie" s'intendono quelle aree vergini dove i liberti romani costruirono le loro abitazioni.
Dall'inizio dell'Ottocento numerosi sono stati i ritrovamenti in queste aree collinari e campestri, ma testimonianze ancor maggiori si hanno dagli stessi toponimi delle località: Villa Nepezzano, fondata da un tal Nepote, la chiesa di Santa Maria di Propezzano, che secondo il Palma fu fondata sopra un tempio, e dunque la dicitura "Propezzano" sarebbe una storpiatura di "Praetuttiarum"; poi Villa Licignano (da un certo Licino), Cesenano (fondata da coloni di Cesena), Gagliano in Villa di Campli, Ariano (Rocca Santa Maria), fondata dalla stirpe degli Arrij, Magliano, fondata dai Manli, Sant'Atto, anticamente "Attia", fondata dalla gens Attia, di cui si attestano un tal T. Atto e un Attiano. Poi ancora Canzano, che vuol dire toponimo creato per apocope di "Campo Azziano", Garrufo di Campli, forse fondata da un tal Rufo, e via dicendo.
Nell'epoca imperiale venne realizzata la Via Cecilia che collegava l'agro teramano a Roma, di cui rimangono ampi resti. Lungo questa via inoltre, in località Madonna della Cona, è stata scoperta la necropoli di Ponte Messato, composta da sepolcri ascrivibili a varie fasi della presenza umana in loco, dalle popolazioni neolitiche, fino agli Italici, ai Pretuzi, e ai Romani.
Nell'epoca imperiale, Ottaviano Augusto ricompensò alcuni suoi generali con delle terre nell'agro pretuziano, tra Truentum e Castro; successivamente Augusto riorganizzò l'amministrazione territoriale della Penisola italiana, e dell'intero Impero romano, inserendo il territorio di Interamnia nella Regio V Picenum, dividendola dalla IV del Sannio mediante il fiume Aterno-Pescara.
Con la conquista romana, nel territorio teramano si diffusero ampiamente i culti di Bacco e Venere. Ne sono testimonianza un'ara ritrovata presso la chiesa di San Giorgio in Castello, al momento della sua demolizione, mentre resti di una porta di marmo presso la chiesa di Santa Maria a Mare a Giulianova. Perfino una statua della Vergine, rinvenuta nelle parti di Castro vecchia (Giulianova), sarebbe un rimodellamento di una rozza statua italica della dea Venere. Secondo il Muzii, da ritrovamenti di mosaici, la Cattedrale di San Berardo sarebbe stata eretta sopra il tempio di Giunone. Altre divinità, documentate da Giovanni Bernardino Delfico, erano Saturno, Cerere e Vesta, e soprattutto l'antica etrusca Feronia, di cui venne ritrovato un tempio nella campagna teramana. Una statua, detta "della Pudicizia", venne ritrovata dal Delfico presso la chiesa di San Giuseppe, ipotizzando che ivi prima risiedesse un tempio.
L'antico abitato di Teramo (Urbs Interamnia), come è stato rilevato dagli studi di Muzio de' Mutii, Niccola Palma e Francesco Savini, era molto più piccola dell'attuale centro composto da quattro rioni medievali. L'abitato storico doveva occupare l'area del quartiere Santa Maria a Bitetto e del quartiere San Leonardo, dove infatti insistono reperti ancora in piedi, quali l'anfiteatro romano di Teramo, il teatro romano di Teramo, dei mosaici sotterranei pavimentali rinvenuti in domus situate sotto Palazzo Savini (domus del Leone), la domus di Largo Torre Bruciata del I secolo, sopra cui vi venne fondata la primitiva cattedrale di Teramo, la domus di Largo Madonna delle Grazie fuori Porta Reale. In seguito all'incendio della città da parte di Roberto II di Loritello nel 1156, Teramo dovette essere ricostruita, e proprio in questo caso si andò delineando il nuovo aspetto del centro, diviso stavolta in quattro quartieri, di cui uno popolatosi assai tardi, dal XVIII secolo in poi (il quarto San Giorgio o Terranova).
Il già citato San Giorgio, poi Santa Maria a Bitetto, il più piccolo,confinante con il rione Santo Spirito che si sviluppa lungo il Corso di Porta Romana, e il San Leonardo o Sant'Antonio, che comprende tutta la parte orientale del centro storico, da Corso Cerulli-De Michetti a Porta Reale, con l'area di Largo Torre Bruciata e di Porta Carrese, sino a raggiungere Piazza del Mercato, con la facciata del Duomo di San Berardo. Il corso San Giorgio, che delimita la parte occidentale, iniziando da Piazza Martiri della Libertà, anticamente dedicata a Vittorio Emanuele II, con i due edifici porticati del corso, la seconda facciata del Duomo e il palazzo arcivescovile, si concludeva in Piazza Garibaldi mediante Porta Due di Coppe. Anche in questo caso la piena fusione dei quattro quartieri, che avevano già una precisa conformazione, un capitano di giustizia e un gonfalone proprio nel XXI-XIV secolo, e le cui famiglie dal XVI al XVIII secolo costituirono con i loro rappresentanti il Parlamento municipale dei 48 Patrizi, avvenne nel Settecento, quando la popolazione tornò a salire, in seguito alle crisi e alle carestie del Seicento.
Monumenti

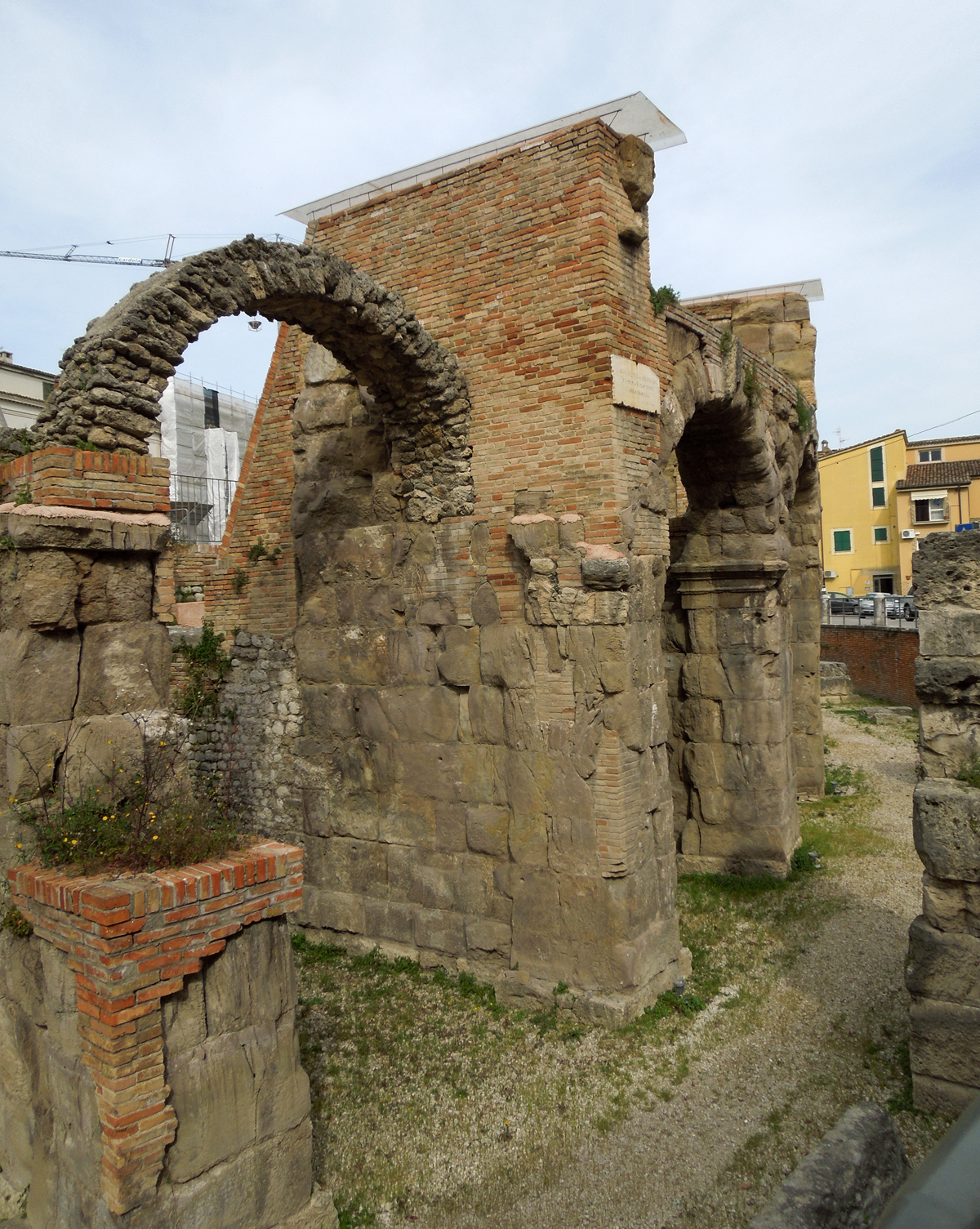
Teatro romano di Teramo

- Teatro romano di Teramo: situato tra via Antico Teatro e Piazza Orsini, è uno dei teatri antichi meglio conservati dell'Abruzzo, scoperto negli anni '30, e poi negli anni '60, con la demolizione delle costruzioni civili insistenti.
- Anfiteatro romano di Teramo: si trova in Piazza Orsini, accanto alla Cattedrale, e sopra vi sorge il palazzo del seminario vescovile.
- Necropoli di Ponte Messato: in località Cona, lungo via Cavalieri di Vittorio Veneto, è una delle necropoli più grandi della provincia, eretta sulla via Cecilia, e conserva tombe riferibili a varie epoche, dalla fase arcaica del IX-VII secolo a.C., all'era ellenistica del III-I secolo a.C. Gran parte dei corredi sono stati trasferiti nel Museo archeologico "Francesco Savini" in Teramo.

- Domus del Mosaico dei Delfini: si trova tra via del Baluardo e via dei Mille, è stata scoperta nel 2005, datata III secolo a.C., usata forse per deposito materiale e bottega, per la presenza rilevante di oggetti votivi e dalla lavorazione dell'argilla. Nel II sec venne sistemata e destinata a fini residenziali: come è dimostrato dalla pavimentazione in opus signinum con motivi geometrici iscritti in un cerchio decorato da quattro delfini. Tutto fa pensare che la parte ovest ospitasse la casa vera e propria, mentre il lato est dell'ambiente poteva essere una sorta di portico esterno, con le vasche per la raccolta dell'acqua piovana. L'area continuò ad essere abitata sino all'epoca imperiale, fino al IV secolo d.C. circa

- Domus dell Circonvallazione Spalato: si trova nella parte sud del centro storico, lungo la circonvallazione delle mura del rione Santo Spirito, zona allora di periferia dell'antica Interamnia Urbs. La domus col pavimento a mosaico risalirebbe al II sec d.C., all'epoca della dinastia giulio-claudia: ciò è dimostrato dall'antica struttura muraria e dal pavimento in opus musivum con decorazione geometrica. Nel periodo successivo del II-III secolo l'impianto subì profondi cambiamenti con la demolizione di alcuni muri, mantenendo però il perimetro originale, e con l'inserimento di nuove strutture in laterizio.

- Domus e Mosaico del Leone:

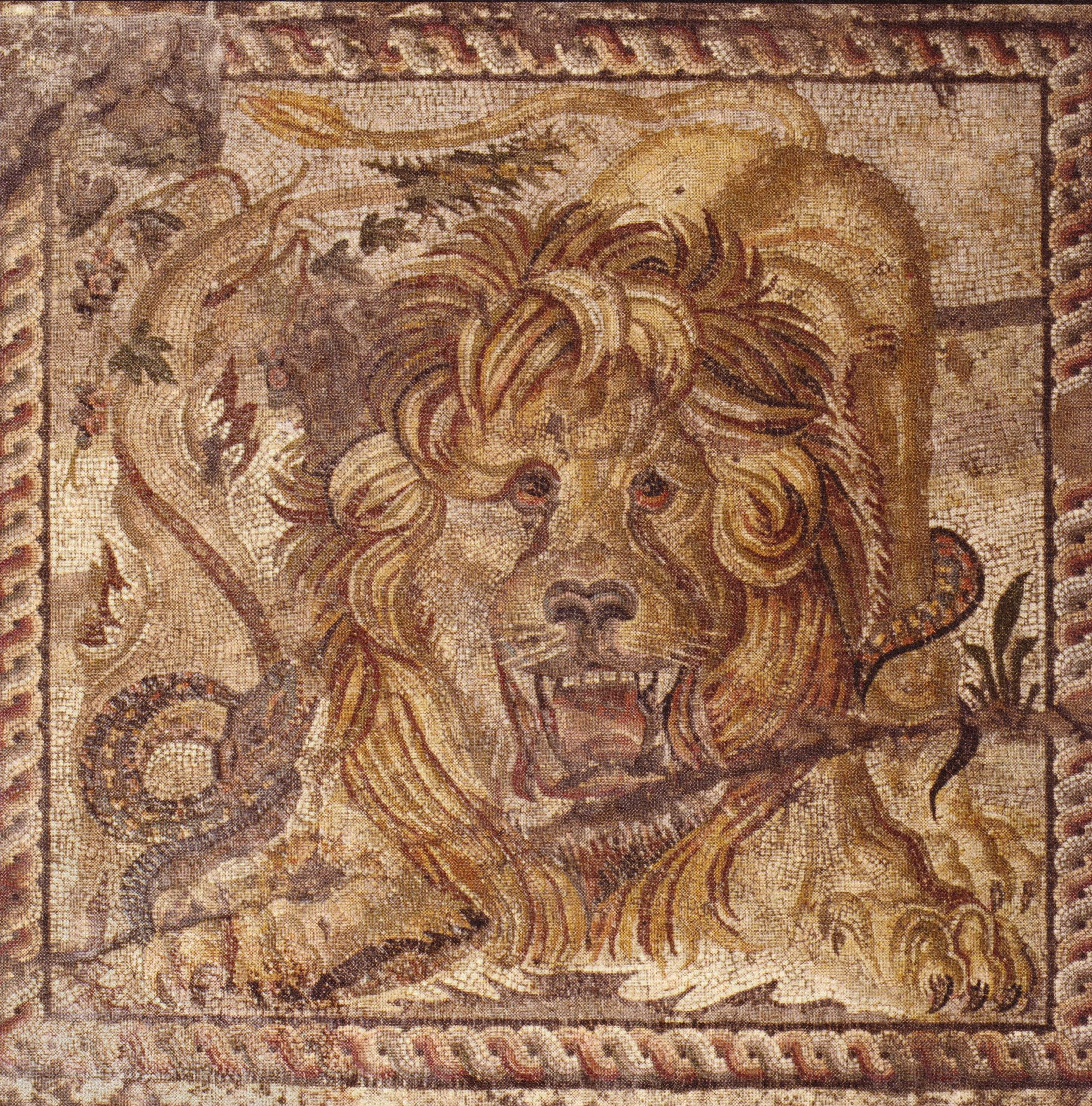
Mosaico del Leone

Situata sotto il Palazzo Savini, con accesso in via Antica Cattedrale venendo dal Corso V. Cerulli, è stata scoperta per la prima volta nel 1891 da Francesco Savini, rinvenne resti della domus d'età repubblicana che si affacciava su una strada secondaria, ortogonale all'arteria principale, che attraversava il centro cittadino. I resti permettono di leggere chiaramente alcuni ambienti: l'atrio con pavimento in mosaico di piccole tessere bianche su cui sono distribuite scaglie di marmi policromi, al centro di questa stanza la vasca per la raccolta d'acqua, con pavimento in mattoncini disposti a spina di pesce; segue la stanza di rappresentanza (tablinium) che fiancheggiata da due piccoli corridoio: uno rivestito con tessere in marmo bianco e l'altro in coccio pesto.
Il Mosaico del Leone si trova nel tablinium, uno dei più significativi in Abruzzo dell'epoca ellenistica. Proprio dall'immagine contenuta nella parte centrale (emblema) la prestigiosa residenza prende il nome di "domus del Leone". L'emblema montato su una cassetta quadrata in travertino e realizzato con tessere minutissime di fiori e frutti, popolata da uccelli e retta agli angoli da quattro maschere teatrali. Il pavimento musivo è costituito da un tappeto con 40 cassettoni prospettici dai molteplici colori campiti al centro da rosoni, fiori e corone di alloro. Il soggetto dell'emblema trova confronti nelle case pompeiane (come la Casa del Fauno), sicché è ragionevole pensare che essi derivino da un originale pittorico comune. L'emblema del leone nonché l'esecuzione raffinata dello stesso pavimento nel tablinium, fanno ritenere a buon diritto che il proprietario della domus dovesse appartenere a un livello sociale molto alto e ricoprire una posizione di spicco (forse tale C. Sarnatius, legato di Lucullo in Asia tra il 74-68 a.C.)
- Domus di Casa Melatino: si trova sotto la medievale Casa Melatino all'incrocio del Corso Cerulli. Le indagini archeologiche del 1998 hanno evidenziato una complessa successione stratigrafica attribuibile a un grande sito archeologico esistente dall'epoca romana, e usato anche nell'epoca medievale sino al XII secolo, quando la città nel 1156 fu distrutta da Roberto di Loritello.
Il pavimento della fase più antica è un mosaico, forse relativo a un cortile peristilio, il tappeto musivo è composto da scutulatums u fondo di tessellato rustico monocromo, incorniciato da una fascia laterale composta da una fascia monocroma di tessere bianche, seguita da una linea doppia di tessere nere, e una linea semplice tratteggiata, seguita da un tessellato policromo in 4 colori: bianco, nero, rosso, verde, che forma una composizione geometrica a rombo, di squame allungate bipartite, adiacenti in colori contrastanti. Le squame sono disposte per ordine di colore secondo allineamenti obliqui, convergenti verso il centro della fascia in sequenza continua, seguono una linea semplice tratteggiata, una linea doppia di tessere nere e una fascia monocroma di tessere bianche.

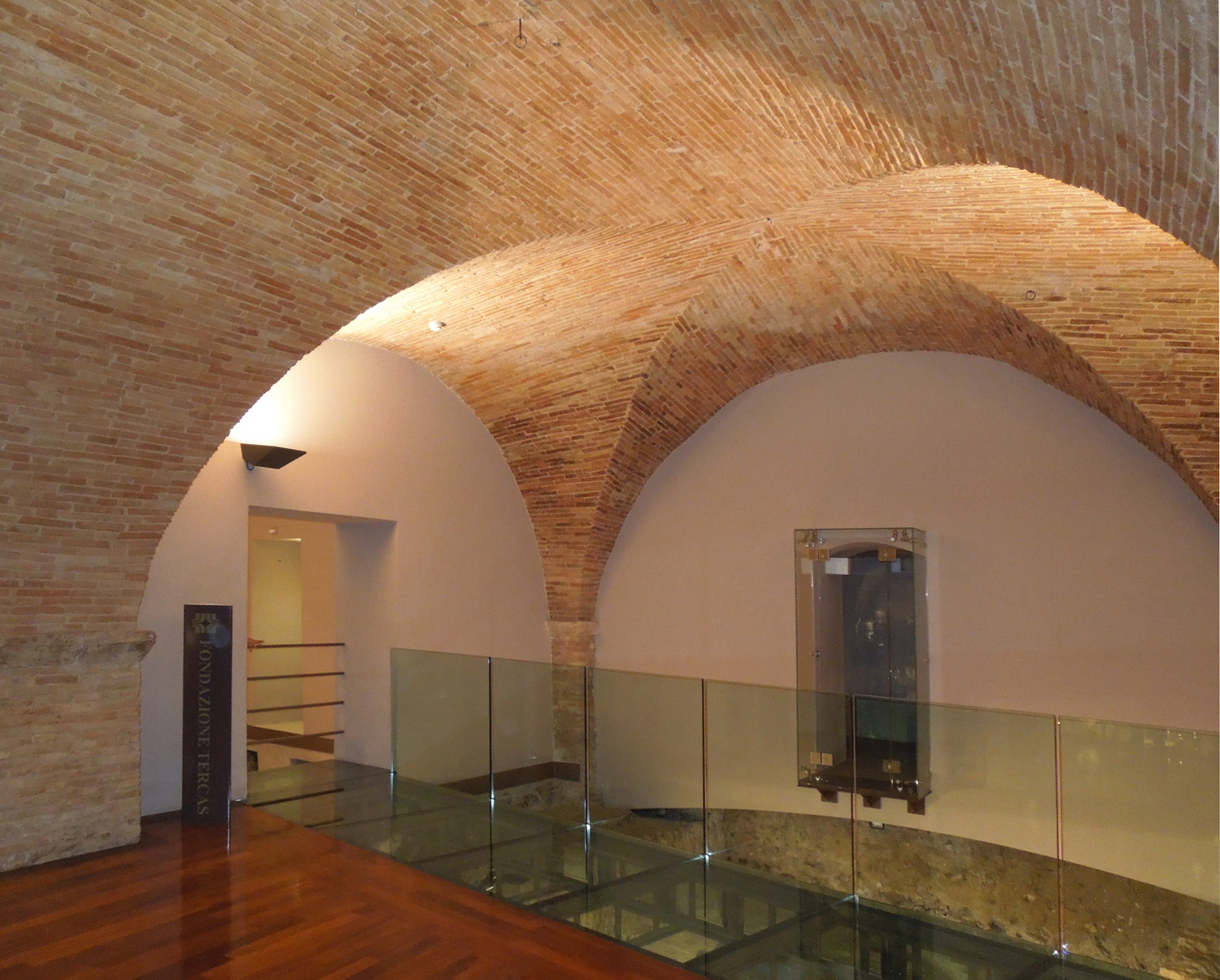
Casa Melatino, area della domus

Nel III secolo d.C. il cortile venne ridotto con la costruzione di un muro divisorio, si creano due ambienti distinti: l'ambiente più piccolo venne ripavimentato con un composto musivo a tessere bianche, riquadrato da una fascia perimetrale di tessere nere, ogni angolo della stanza è infatti caratterizzato da un motivo decorativo composto da tessere nere a formare un collo e una bocca di Kanthanos, una decorazione a baccellature, sui cui lati vi sono due elementi fitomorfi, identificabili con foglie i cespo d'acanto o con rami di palma. Dal Kanthanos fuoriescono degli elementi vegetali con motivi a spirali, un cespo con 5 foglie lanceolate per lato e un lungo stelo con foglie al cui apice sembra stare un bocciolo, a metà della stanza si trova un motivo a ventaglio con lo stelo di foglie e tre piccole infiorescenze.
La domus tra IV-VI secolo video ricoperto ancora una volta il pavimento con lastre di calcare bianco e marmo giallo, rettangolari e quadrate. Ai lati della stanza si trova una fascia decorativa in marmi colorati a motivi geometrici: sulla soglie di collegamento col secondo ambiente viene collocato con un mosaico bianco-nero di reimpiego con il motivo a svastica (simbolo apotropaico); una terza stanza alla destra dell'ambiente centrale viene arricchita con un pavimento a base cementizia con frammenti marmorei policromi. Al centro sono sistemate lastre quadrate colorate bianco e nero.
- Domus di Largo Madonna delle Grazie:

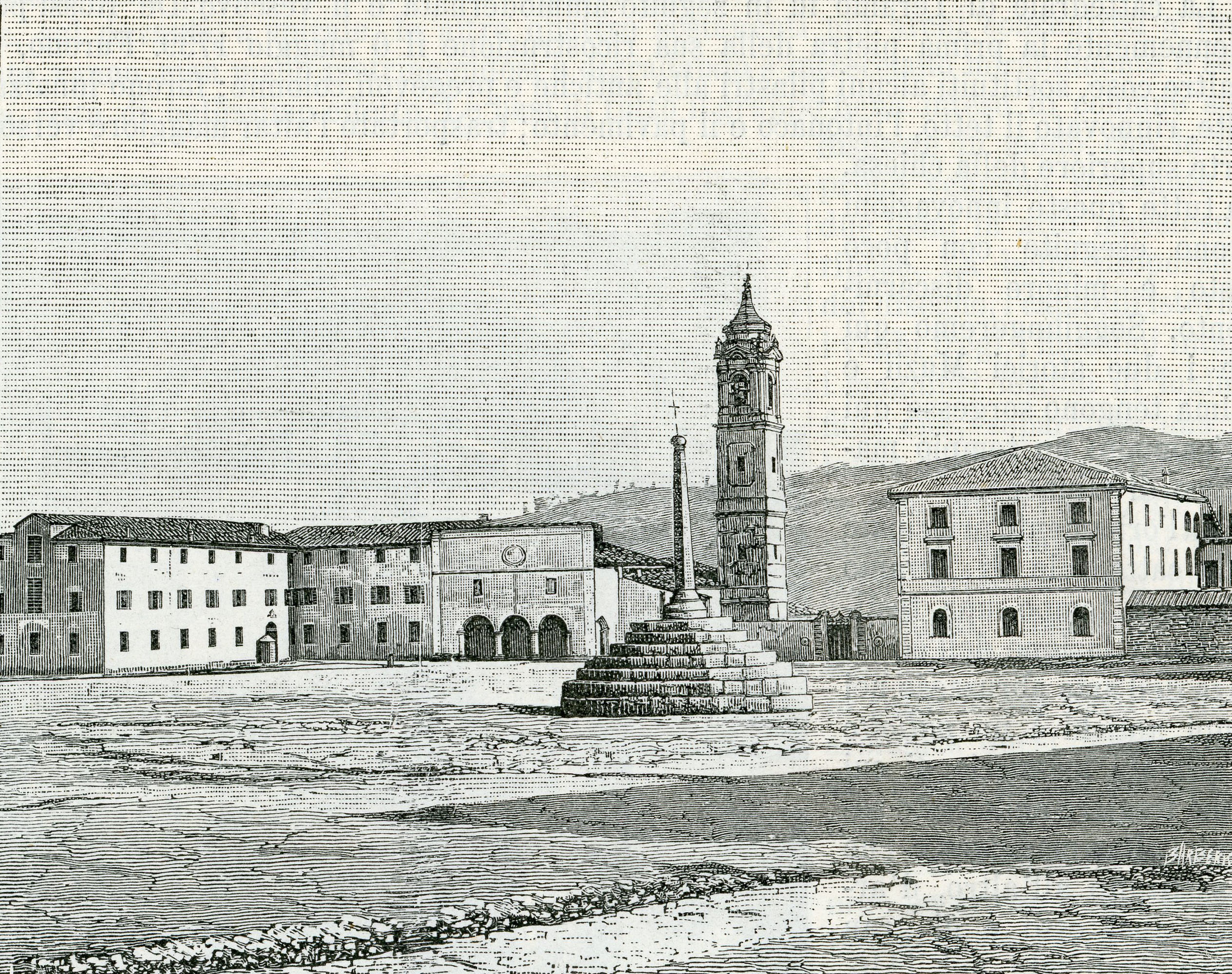
Largo Madonna delle Grazie in un'incisione d'epoca

Si trova nel piazzale antistante il santuario di Santa Maria delle Grazie, lo scavo benché noto da secoli, citato già da Niccola Palma nel 1832, è stato effettuato nel 1980. Si tratta di numerosi ambienti risalenti al I secolo a.C., utilizzati sino al IV sec d.C. Gli ambienti con murature in opera incerta di ciottoli di fiume tagliati conservano pavimentazioni in coccio pesto con decorazioni a mosaico geometriche, di tessere lapidee bianche che formano motivi reticolati o a doppio meandro, con le tessere nere. All'estremità orientale due ambienti presentano una decorazione musiva più articolata, con fascia perimetrale a meandro, racchiudente un clipeo suddiviso in rombi e agli angoli quattro delfini e quattro bastoni alati con due serpenti attorcigliati. In epoca augustea le costruzioni preesistenti dell'epoca repubblicana, sono state comprese in una sola domus con peristilio centrale, mentre nel III sec d.C. si installò ivi un impianto industriale, forse lavanderia per la tintura dei panni, utilizzata sino all'epoca longobarda.
- Domus di Largo Torre Bruciata:

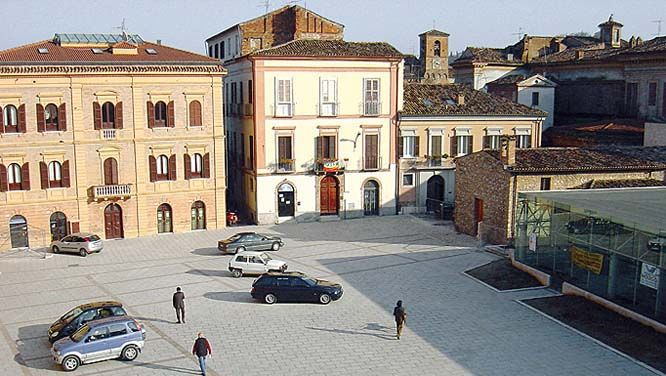
Piazza Sant'Anna o di Torre Bruciata, sulla destra sono visibili la chiesetta di Sant'Anna dei Pompetti e la teca di vetro sopra la domus

Si trova in Piazza Sant'Anna, nel vicolo di via Antica Cattedrale. I lavori iniziati negli anni '70 hanno permesso di recuperare le fondamenta dell'antica Cattedrale di Santa Maria Aprutiensis, fondata proprio sopra la domus romana nel VI secolo, e distrutta dall'incendio del 1156 (l'abside poi è stata utilizzata per la cappellina di Sant'Anna dei Pompetti, ancora esistente). La domus risale al I secolo a.C., le strutture che si trovano a una profondità di circa 90 cm rispetto al piano superiore di calpestio. La domus presenta un ampio peristilio di forma rettangolare con murature in opera incerta e colonne in mattoni, rivestite di stucco colorato in rosso nel fusto e di bianco nelle basi. L'impluvium per la raccolta dell'acqua piovana, pavimentata in opus spicatum, è decentrata rispetto al peristilio sui cui si affacciano tre ambienti affiancati, di cui quello centrale di dimensioni maggiori. Una soglia di pietra divide l'ambiente centrale dal peristilio: presso la soglia sono stai trovati sia gli incassi dei cardini che i serramenti metallici della porta conservati nel Museo civico archeologico. Il pavimento dell'ambiente in mosaico bianco con fascia perimetrale nera; i muri in opera incerta conservano gli intonaci decorati con leggere campiture geometriche su fondo bianco, al cui centro sono motivi vegetali stilizzati.
L'ambiente meridionale il cui muro è stato successivamente riutilizzato per la cattedrale, reca una soglia in pietra che immettere nel peristilio: la pavimentazione è in coccio pesto con l'inserimento di tessere bianche. Gli intonaci conservano il fondo bianco con leggere campiture geometriche in giallo e ocra. L'ultimo ambiente a settentrione ha l'ingresso verso l'esterno, e il pavimento in coccio pesto con tessere bianche a forma di rombi tangenti agli apici: gli intonaci sono dipinti a fondo rosso, con campiture geometriche e decorazioni vegetali. La domus ha restituito vari materiali che permettono la datazione certa al I secolo, venne chiusa nel II secolo, come testimoniano i serramenti, e riutilizzata poi come cattedrale. La vicina Torre Bruciata era un elemento di avvistamento romano, riutilizzato poi dai teramani come campanile della cattedrale. Reca ancora all'esterno gli evidenti segni di bruciature per l'incendio del 1156.
- Domus di via Porta Carrese: si trova in via dell'Ariete e in via dei Tribunali, e in Vico Corto. Si tratta di un complesso di abitazioni, con 5 ambienti rinvenuti: quello orientale ha il pavimento in mosaico bianco con fascia perimetrale nera, e al centro un quadretto policromo perduto. Contiguo a questo ambiente ve né un secondo di vaste dimensioni di cui si conserva solo parte del pavimento in mattoncini a spina di pesce. L'ambiente principale della casa ha murature in opera incerta di fiume, e pavimento musivo in tessellato bianco con balza nera che incornicia un ampio tappeto con intarsio di marmi policromi formati, alternativamente rose dei venti e poligoni. L'ambiente del lato occidentale, pavimentato in opus spicatum, comunica attraverso una soglia a girali vegetali, direttamente con un ambiente dalla muratura in opera incerta e pavimento a mosaico bianco e nero, con motivi geometrici alternati a decorazioni vegetali.

Nello strato inferiore a queste strutture, sono stati rinvenuti resti di pavimentazione in coccio pesto con diverso orientamento, pertinenti alla fase repubblicana. Nello scavo sono stati rinvenuti anche intonaci dipinti che consentono di ricostruire parzialmente il sistema decorativo parietale.

### Altre località
- Sezione distaccata del Museo Archeologico d'Abruzzo, nell'ex convento dei Francescani in Campli (TE), conserva corredi e statuette, o bassorilievi provenienti dai vari siti archeologici del Comune di Teramo, ma anche dall'antica necropoli di Campovalano, in una frazione fuori Campli.
- Ripoli: antica necropoli italica situata nel territorio comunale di Corropoli
- Antico porto di Atri: in parte interrato, sorge nel Comune di Pineto, presso la Torre di Cerrano, lungo la costa.
- Teatro romano di Atri
- Grotta Sant'Angelo in Civitella del Tronto, usata sia come riparo e località sacra dagli Italici-Romani, che in epoca medievale come romitorio.
- Vicus di San Rustico di Basciano, in questa località del Comune di Basciano, sorgeva un antico abitato italico.
- Castrum Novum: corrispondeva alla città attuale di Giulianova, rifatta daccapo nel 1478 dal duca Giulio Antonio I Acquaviva, poiché l'abitato medievale, che nel frattempo si era costituito di quest'importante zona commerciale e portuale, vale a dire Terravecchia o San Flaviano, era stato quasi distrutto dalle scorrerie dei capitani di ventura, tra cui quella di Giovanni Piccinino. Si conservano resti scultorei conservati a Teramo.